# Mali Obrež
Mali Obrež je naselje v Občini Brežice.

## Prebivalstvo
Etnična sestava 1991:
- Slovenci: 148 (96,7 %)
- Hrvati: 5 (3,3 %)